# Togha Temur (il-kànida)
Togha Temur, Togha Timur o Toka Timur (segle xiv) fou el darrer il-kan mongol de Pèrsia. Era descendent de Joci Khasar, germà petit de Genguis Kan, i fill de Suday. A Shajrat Ul Atrak: Or the Genealogical Tree of the Turks and Tatars es dona la seva genealogia així: fill de Suri o Suday, fill de Baba Bahadur, fill d'Abukan, fill d'Alkan, fill de Turi, fill de Joji, fill de Kaybad, fill de Yusokai Bahadur o Juci Khasar Bahadur (germà de Genguis Kan). És considerat un governant de tendències democràtiques que afavoria al poble senzill i rebutjava a la noblesa. La seva capital habitual a l'estiu era Radkan mentre que al hivern era la ciutat de Gurgan. Va ser conegut amb el títol de Sultan al-Alim (Sultà erudit) que figura en moltes de les seves monedes.
La tribu Xete dirigida per l'avi Baba Kawun es va instal·lar a la regió de Kalbush, Gurgan i la regio d'Astarabad, i va formar un tuman. El seu pare Suday va rebre el permís per instal·lar-se al Khorasan però va morir el 1332/1333; Togha Timur es va establir a Sarakhs. A la mort d'Abu Said el 1335, els emirs del Khorasan, encapçalats pel governador provincial Shaikh Ali ibn Ali Qushji (o Ali ibn Ali Kushči), el van proclamar kan en oposició als kans titella proclamats a la part occidental. El 1337 va penetrar al nord-oest de Pèrsia cridat per alguns amirs però fou derrotat (14 de juliol de 1337) al sud-est de Tabriz per Hasan-i Buzurg, cap dels jalayírides i pel seu kan Muhammad i es va haver de retirar cap a Mazanderan. Va mantenir cordials relacions amb els Kurt d'Herat, l'emir dels quals, Malik Muizz al-Din, es va casar amb Sultan Khatun (filla de Togha Temur).
Un temps després del seu retorn, Togha fou visitat a Sawa pel jalayírida Hasan Buzurg (gener o febrer de 1339) que li va prometre suport per ser proclamat a l'oest. Togha va marxar altre cop a l'oest però al seu campament prop de Sultaniyya va rebre emissaris i cartes de les diverses faccions i va entrar en una correspondència amb el cobànida Hasan-i Kučik al que va acabar enviant una carta comprometedora (vegeu per detalls la narració a Dinastia jalayírida). Descoberta per Hasan Buzurg, aquest va informar al lloctinent de Togha, Arghun Shah, conegut també pel seu nom mongol de Dja'un o Jun (Djun) i Togha va abandonar l'expedició a l'oest quan ja es trobava a Maragha i va retornar al Mazanderan.
A causa del mal govern a Khurasan del visir Shaykh Khwadja Ala al-Din Muhammad, es va provocar la rebel·lió dels sabardars (iniciada el 1337, un any després van pactar la pau amb Togha Temur; però no es va consolidar i van acabar minant el poder de Togha). Aleshores Arghun Shah es va revoltar junt amb altres amirs i va deposar i matar a Ala al-Din que era el principal suport de Togha, prenent el control del Khurasan occidental i fent presoner el kan (probablement el 1339). No obstant aviat Arghun i Togha van fer les paus i Togha Temur fou entronitzat altre cop a Nixapur (1339 o 1340). Al Khorasan va aconseguir recuperar el favor dels emirs que si li havien oposat però els sarbadàrides van començar a guanyar terreny.
El 1341 va enviar una nova expedició a l'oest, en direcció a l'Iraq, sota el comandament del seu germà Shaykh Ali Gawun o Keun. Tenia el suport de la princessa Sati Beg i del fill d'aquesta Shiuburgan (que Sati Beg havia tingut amb Amir Coban). Però a la rodalia d'Abhar fou derrotat per les forces de Hasan Kucik i va haver de retornar al Mazanderan i Khurasan.
Els sabardars havien esdevingut un problema seriós. Progresivament els sabardàrides van expulsar a Arghun Shah del Khurasan i es van apoderar de Nixapur, Tus i altres llocs. Togha Temur va enviar contra ells un exèrcit manat pel seu germà Shaykh Ali Keun (Ke'ün) que fou derrotat i mort pel sabardar Wadjid al-Din Masud a la batalla dita del riu Atrek, al nord de Bayhak probablement el 742 de l'hègira (o sigui 1341/1342). El sabardàrides van ocupar aleshores Gurgan i Kumis (Gurgan, Jajarm, i el Kumis amb Damghan i Semnan). Togha es va haver de conformar amb un poder nominal (nam-u-rasm-i-sultanat). Es va retirar a la vall del Jaj Rud al sud d'Amol i no lluny de la muntanya Damawand. Els reis de Rustamdar (baduspànides) i l'ishpabad de Mazanderan (almenys el darrer era vassal del kan) li van donar suport. Entre 1342 i 1344 Togaha Temur va provar de recuperar la regió de Kumis o Qumisi va aconseguir ser reconegut a Damghan, controlant també les comunicación cap a Rayy i Qazwin, possessions cobànides ara aliats als sarbadars; per assegurar aquesta via els sarbadars emprendran el 1344 una campanya que acabarà en desastre.
Masud va aconseguir el suport de la família notable dels Kiya-i Jalai de Sari que era hostil a Fakhr al-Dawla Hasan d'Amol, de la branca khinkhwàrida dels Bawàndides que governava a Amol. Les forces de Masud van poder entrar amb l'ajut del Jalai al Mazanderan i es van establir a Sari. Fakhr al-Dawla Hasan i Jalal al-Dawla Iskandar de Rustamdar, van refusar rendir-se a Masud i quan aquest va avançar de Sari cap a Amol, van abandonar aquesta ciutat però no fugint sinó que es van dirigir a Sari, on van sorrprendre a la guarnició i apoderant-se de la ciutat, tallant la retirada de Masud i les seves línies de comunicacions. Masud va arribar a Amol i va intentar seguir cap al Rustamdar; Fakhr al-Dawla va sortir de Sari per atacar-lo per l'esquena mentre Iskandar el bloquejava pel davant. L'exèrcit sarbadar, entre dos focs, va ser destruit. Masud fou fet presoner i entregat a Iskandar (que era fill d'Ala al-Din Muhammad al Mulai) que el va executar. Llavors el kan va recuperar els seus dominis d'Astarabad, Gurgan i Kulbash, i probablement les ciutats de Kumis, amb únicament Damghan oscil·lant entre els dos. Nixapur no obstant va romandre segurament en mans dels sarbadars. Els govern de Sabzawar (conservant Juwayn, Bayhak i probablement Nixapur) va haver de reconèixer altre cop la sobirania de Togha Temur. Aquest no obstant esperava l'ocasió per castigar els sarbadars i les relacions en endavant foren tenses.
A partir del 1351/1352 el cap dels sarbadàrides, Yahya Karawi o Karabi o Karavi, va canviar la política i al cap de poc va fingir sotmetre's totalment a Togha Temur per poder atacar el seu camp a traïció; durant un any els sabardàrides van estar anant a la cort de Togha per negociar i prestar vassallatge. Durant una d'aquestes visites el kan fou assassinat per sorpresa per Yahya Karawi (1353) a Sultan-Duwin entre Gurgan i el Kara Su (16 de desembre del 1353). Les tropes del kan foren dispersades.
No fou reconegut més que a Khorasan i Mazanderan però va encunyar moneda en alguns altres llocs de manera temporal i efímera. El malik kart d'Herat Muizz al-Din (1331-1370/1371) se li hauria sotmès en alguns moment però algun historiador diu que només foren aliats. L'historiador Faryumadi el jutge competent i digne d'ocupar el tron i aprecia la seva justícia. El seu fill Lukman Padshah va poder fugir dels sarbadàrides i més tard fou instal·lat com a sobirà vassall a Astarabad per Tamerlà.
Després de 1353 quan els sabardàrides es van instal·lar a Astarabad, el poder a Gurgan va passar al general de Togha Temur, Amir Wali ibn Ali Hindu.